# Fungal Biology
Fungal Biology (abrégé en Fungal Biol.) est une revue scientifique à comité de lecture fondée en 1896 par la British Mycological Society. Ce mensuel publie des articles de recherches originales concernant tous les champs de recherche autour des Fungi.
D'après le Journal Citation Reports, le facteur d'impact de ce journal était de 2,082 en 2012. Actuellement, la direction de publication est assurée par G. M. Gadd, G. S. May, N. P. Money et J. W. Spatafora.

## Histoire
Au cours de son histoire, le journal a changé plusieurs fois de nom :
- Transactions of the British Mycological Society, 1896-1988  (ISSN 0007-1536)[3]
- Mycological Research, 1989-2009  (ISSN 0953-7562)[4]
- Fungal Biology, 2010-en cours  (ISSN 1878-6146)[5]